# Distrito de Jablanica

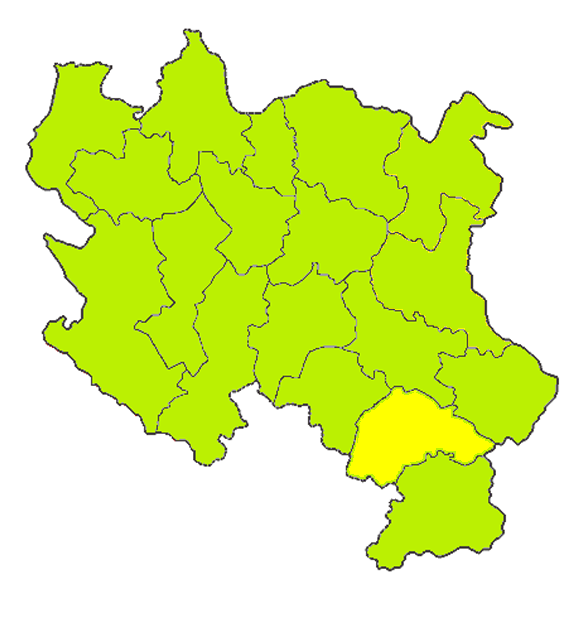
Localização do distrito de Jablanica.

O Distrito Jablanica (em sérvio:  Јабланички округ / Jablanički okrug) é um dos 18 distritos da Sérvia, está localizado na região sudeste do país na Sérvia central. Sua capital e também maior cidade é a cidade e município de Leskovac, que serve como importante centro administrativo do distrito e do sudeste da Sérvia.

## Geografia

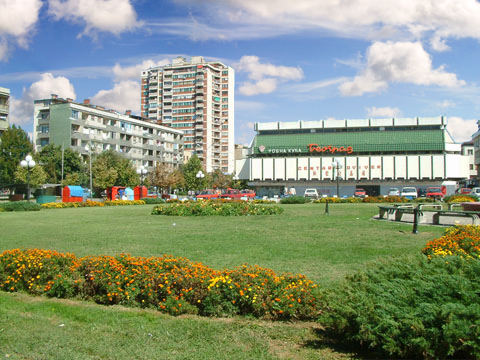
Parque Central de Leskovac.

O distrito de Jablanica faz parte da região sudeste da Sérvia, encravado na antiga Sérvia central., possui 2,769 km² de área territorial e 336 assentamentos. Ao todo, segundo o censo demográfico populacional o distrito possui uma população total de 240,923 pessoas, em 2002, e uma população de 87.0 km², para cada habitante. Os municípios e cidades que compõem Jablanica são Leskovac, a capital do distrito e maior cidade, Bojnik, Lebane, Medveđa, Vlasotince e Crna Trava

## Economia
O distrito de Jablanica possui uma economia bastante diversificada, dos quais se destacam as indústrias farmacêutica, química, a indústria de plastificação, e carne, e as indústrias têxtil e de cosméticos, boa parte das indústrias possuem sua sede na capital Leskovac.

## Ver Também
- Distritos da Sérvia
- Sérvia central

## Ligações Externas
- «Página oficial do governo da Sérvia»